# إديسون مالدونادو
إديسون مالدونادو (7 يونيو 1972 بكيتو في الإكوادور - ) هو لاعب كرة قدم إكوادوري في مركز الهجوم. شارك مع منتخب الإكوادور لكرة القدم. أما مع النوادي، فقد لعب مع برشلونة جواياكويل وسوسيداد ديبورتيفو كيتو ونادي ديبورتيفو إل ناسيونال ونادي أوكاس ونادي أولميدو ونادي بلومينغ.

## مسيرته الكروية
لعب إديسون مالدونادو خلال مسيرته الاحترافية مع 6 أندية في سبعة عشر موسمًا وسجل خلالها 20 هدف ضمن 153 مباراة. ولم يفز بأي موسم بالكأس وفاز في موسمين بالدوري.
خاض إديسون مالدونادو مسيرته مع نادي أوكاس في موسم 1990 في المرة الأولى ليلعب معه أربعة مواسم ثم في موسم 1996 ليلعب معه خمسة مواسم ثم ما بين عامي 2005 و2006 لمدة موسم واحد، مشاركًا طوالها في 10 مباريات ولم يسجل أي هدف. ثم انتقل إلى نادي برشلونة ما بين عامي 1995 و1996 لمدة موسم واحد، حيث لم يشارك في أي مباراة ولم يسجل أي هدف أيضًا. لينتقل بعدها إلى نادي بلومينغ ما بين عامي 1999 و2000 لمدة موسم واحد، لم يشارك في أي مباراة ولم يسجل أي هدف أيضًا. ثم انتقل إلى نادي ديبورتيفو إل ناسيونال ما بين عامي 2000 و2001 لمدة موسم واحد، مشاركًا في 27 مباراة ولم يسجل أي هدف أيضًا. هذا وانتقل لاحقًا إلى نادي أولميدو ما بين عامي 2001 و2002 في المرة الأولى لمدة موسم واحد ثم في عامي 2003-2005 ولمدة موسمين، مشاركًا طوالها في 98 مباراة سجل خلالها 20 هدف. ثم انتقل بعدها إلى نادي سوسيداد ديبورتيفو كيتو ما بين عامي 2002 و2003 لمدة موسم واحد، مشاركًا في 18 مباراة ولم يسجل أي هدف.

## وصلات خارجية
- إديسون مالدونادو على موقع قاعدة بيانات كرة القدم.إي يو (الإنجليزية)
- إديسون مالدونادو على موقع ناشيونال فوتبول تيمز (الإنجليزية)